# 5010 Аменемхет
5010 Аменемхет (4594 P-L, 1981 EU32, 1990 FA1, 5010 Amenemhêt) — астероїд головного поясу, відкритий 24 вересня 1960 року.
Тіссеранів параметр щодо Юпітера — 3,285.